# Сюрикен
Сюрике́н, шюрикен (яп. 手裏剣) (дослівний переклад: «лезо, приховане в руці») — японська метальна зброя прихованого носіння (хоча іноді використовувалося і для ударів). Являє собою невеликі клинки, виготовлені за типом повсякденних речей: зірочок, голок, цвяхів, ножів, монет тощо.
Як правило, в арсеналі воїна сюрикени були додатковою зброєю, що додавалися до меча катани або списа ярі, але часто саме вони відігравали вирішальну тактичну роль у битвах. Мистецтво володіння сюрикенами, відоме як сюрикен-джицу, викладалося як другорядна навичка в багатьох відомих школах: Ягю Сінкаге-рю, Тенсін Сьоден Каторі Сінто-рю, Ітто-рю, Кукисін-рю, Тогакуре-рю.

## Опис

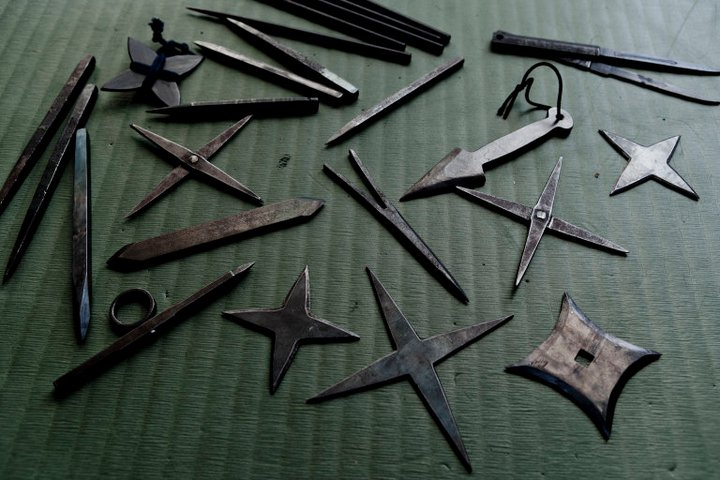

Довжина бо-сюрикена коливається від 12 до 21 см, а вага — від 35 до 150 грамів. Зброя кидається різними способами: через голову, знизу, збоку і назад, і в кожному з варіантів лезо за допомогою пальців спрямовується в потрібний бік. Не слід плутати бо-сюрикен зі зброєю типу куна (ударна і точкова зброя, яка теж іноді використовувалася як метальна). Саме ж слово «бо» в японській мові означає «голка».
Існує два основних методи кидка бо-сюрикен: дзікі да-хо і хан-тен да-хо. У першому випадку лезо до влучання в ціль не обертається, а в іншому — обертається.
Бо-сюрикени виготовляються за зразком повсякденних предметів і мають різні розміри і форму. Деякі з них отримали назви від свого прототипу: кугі-гата («форма нігтя»), харі-гата («форма голки»), танто-гата («форма ножа»), інші були названі відповідно до предметів, на які були схожі: хоко-гата («форма списа»), мацуба-гата («форма соснової голки»).
Різні майстри-зброярі наносили на сюрикен різну інформацію, котра (як вони вважали) повинна була полегшити життя воїна-ніндзя.

## Схожі знаряддя
Існують інші знаряддя, що нагадують бо-сюрикен за формою: «когаї» (шпилька), «когата» (ніж) і «хасі» (палички для їжі), але вони не асоціювалися зі школою сюрикен-дзюцу і використовувалися тільки досвідченим майстром у підхожому для цього випадку.